# مینتو، نیو ساوت ولز
مینتو (به انگلیسی: Minto) یک حومه شهر در استرالیا است که در نیو ساوت ولز واقع شده‌است.